# عبدالله العریمی
عبدالله العریمی (انگلیسی: Abdullah Al-Oraimi؛ زادهٔ ۲۴ سپتامبر ۱۹۹۱) یک ورزشکار اهل عمان است.